# Muscle adducteur de l'hallux
Ne doit pas être confondu avec le muscle abducteur de l'hallux
Le muscle adducteur de l'hallux (Musculus adductor hallucis) ou anciennement muscle abducteur du gros orteil est un muscle du membre inférieur situé dans la loge plantaire du pied.

## Terminologie
Sur les ouvrages d’anatomie plus anciens il était appelé muscle abducteur du gros orteil, en effet son action a pour effet d'éloigner le gros orteil de l’axe du corps comme le veut la définition de l’abduction : mouvement qui éloigne un membre de l’axe du corps.
Pour l'anatomie contemporaine, l'axe de référence pour l'adduction et l'abduction au niveau de la main et du pied est l'axe passant au milieu de la main passant par le troisième doigt ou du pied en passant par le deuxième orteil.

## Description
Le muscle adducteur de l'hallux est un muscle intrinsèque du pied. 
Il est composé de deux chefs :
- un chef oblique qui nait sur l'os cuboïde, sur le cunéiforme latéral et les troisième et quatrième métatarsiens.
- Un chef transverse qui nait sur les deuxième et troisième métatarsiens.

Les deux chefs fusionnent pour se terminer sur sur la phalange proximale de l'hallux.

## Origine

### Chef oblique du muscle adducteur de l'hallux
Le chef oblique se fixe sur la crête de l'os cuboïde, la face plantaire du cunéiforme latéral et sur les têtes des troisième et quatrième métatarsiens.

### Chef transverse du muscle adducteur de l'hallux
Le chef transverse nait par trois languettes de la face inférieure de la capsule articulaire des trois dernières articulations métatarso-phalangiennes (quelquefois uniquement de la troisième et quatrième).

## Trajet
Le chef oblique se dirige en avant et médialement. Le chef transverse se dirige médialement. Les deux chefs fusionnent pour former un tendon qui s'oriente en avant et médialement.

## Terminaison
Le tendon s'insère sur le sésamoïde latéral de la phalange proximale de l'hallux et sur le bord latéral de cette dernière.

## Innervation
Le muscle adducteur de l'hallux est innervé par la branche profonde du nerf plantaire latéral.

## Vascularisation
Le muscle adducteur de l'hallux est vascularisé par des collatérales des artères plantaires.

## Anatomie fonctionnelle
Le muscle adducteur de l'hallux est adducteur dans le référentiel propre au pied et fléchisseur de l'hallux.

## Galerie

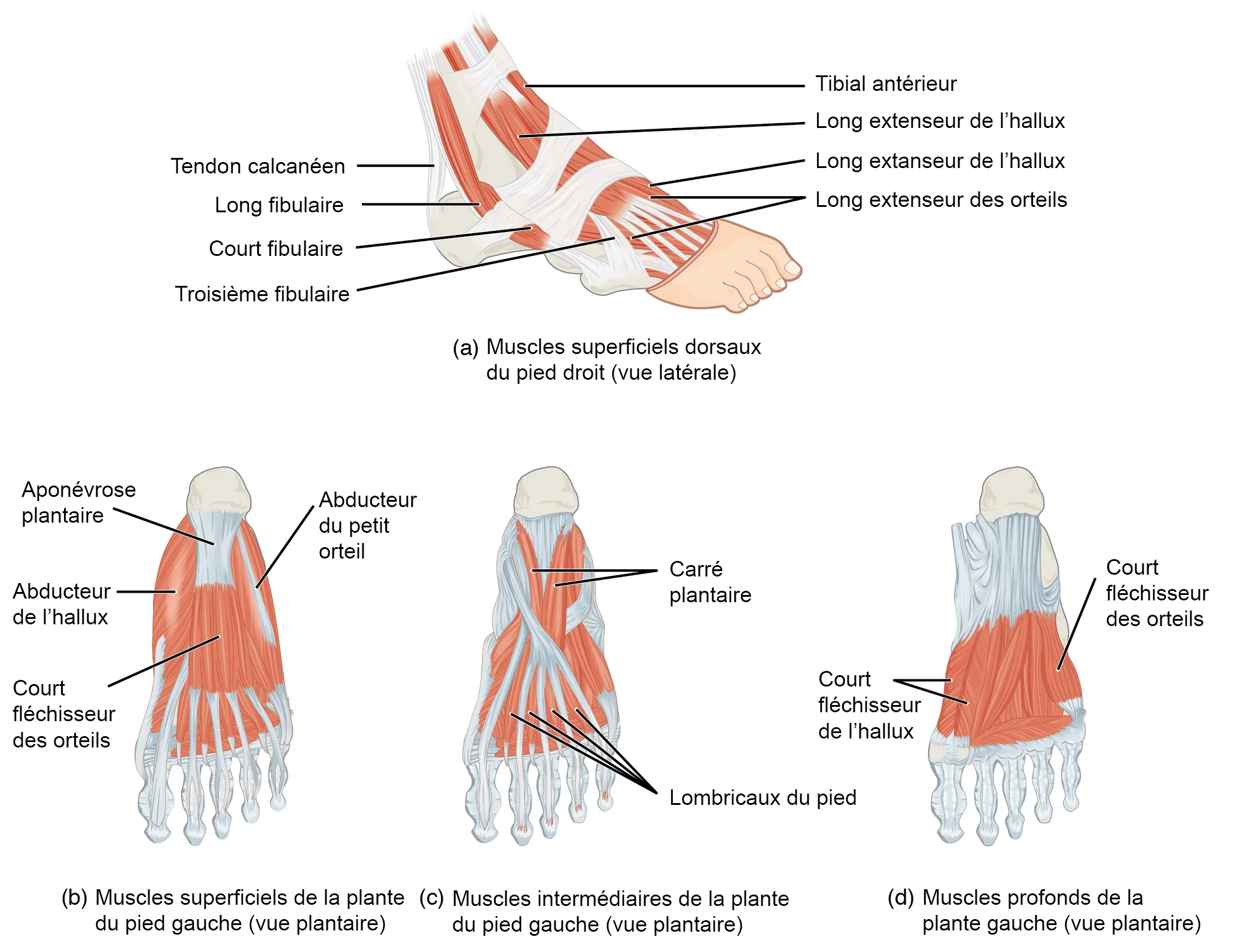
Muscle du pied
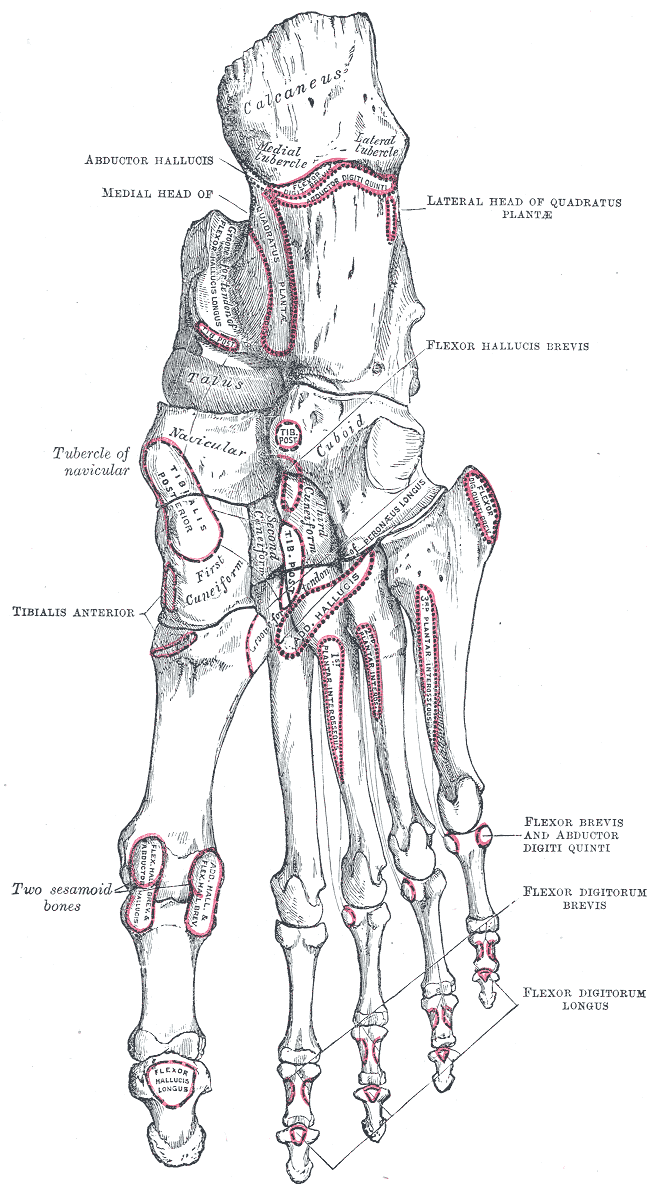
Vue plantaire des os du pied droit
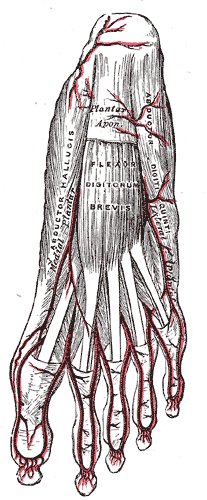
Vascularisation de la face plantaire du pied.
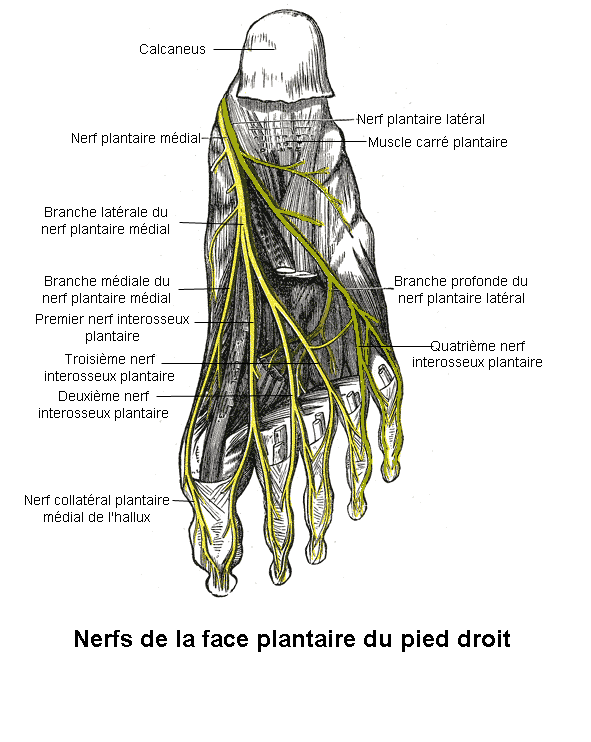
Nerfs de la face plantaire du pied